# Planète Sciences
A Planète Sciences é uma associação fundada em 1901 e que desde 1962 oferece atividades científicas e experimentos técnicos para jovens nos contextos: escolar e de lazer, com o suporte de grandes organizações científicas e industriais, tais como: CNRS, CEA e vários ministérios.